# 纳塔莉·科希丘什科-莫里泽
纳塔莉·科希丘什科-莫里泽（法語：Nathalie Kosciusko-Morizet，法語發音：[nataˈli kɔsjysˈko mɔʁiˈzɛ]，1973年5月14日—），法國政治人物，現任埃松省第4選區法國國民議會代表。她是2014年巴黎市長的右派候選人。

## 生平
纳塔莉·科希丘什科-莫里泽畢業於巴黎綜合理工學院和法国工程师学院（College Des Ingenieurs in Paris）。
她於2002年於埃松省當選法國國民議會議員，並於2007年和2012年連任。
2008年3月，她當選埃松省隆瑞莫市長。
2007年，娜塔莉·科修斯柯－莫里塞成為了法國環境部部長。然後在2009年成為公共政策評估、數位經濟發展部部長。
2013年2月，她宣布參選巴黎市長選舉。。
2013年6月3日，她贏得右派的人民運動聯盟提名，參與巴黎市長選舉。巴黎市長選舉是間接選舉，由6年任期的民選民黎市議會議員選出，最終她敗給左派社會黨的安娜·伊達戈。 
2017年她支持弗朗索瓦·菲永競選法國總統。

## 連結
- Mme Nathalie Kosciusko-Morizet, Assemblée nationale （页面存档备份，存于） （法文）
- （法文）